# Fatih
Fatih là một huyện thuộc tỉnh İstanbul, Thổ Nhĩ Kỳ. Huyện có diện tích 13 km² và dân số thời điểm năm 2007 là 422941 người, mật độ 32534 người/km².